# Hafun
Hafun, en somali Xaafuun, en italien Dante, est une péninsule de quarante kilomètres de longueur dans la région de Bari, dans le nord de la Somalie. Le cap Hafun, en somali Ras Hafun, situé à son extrémité orientale, est le point géographique le plus oriental de l'Afrique  continentale. L'archipel de Socotra, bien qu'appartenant au Yémen, a une histoire géologique qui le rattache à la Corne de l'Afrique et son île principale peut prétendre au titre de point le plus oriental d'Afrique.

## Géographie
Cette péninsule est reliée au continent par un isthme de vingt kilomètres de longueur pour un à trois kilomètres de largeur et cinq mètres d'altitude maximale. Cet isthme est bordé par le village de Foar à l'ouest et le village de pêcheurs d'Hafun à l'est.
On peut donc également parler de presqu'île de Hafun.

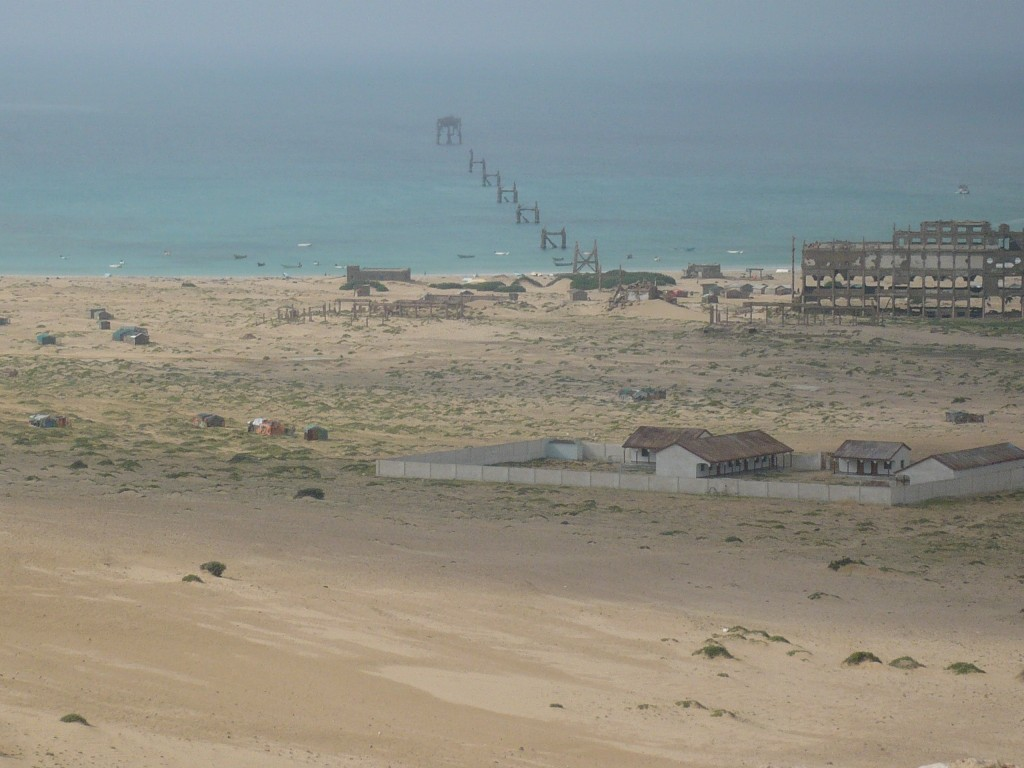
L'usine de sel de Hafun en 2007, construite par les Italiens en 1917.

## Histoire
Hafun correspond à l'emplacement de l'antique ville portuaire d'Opone.
Durant la colonisation italienne (1889-1941 et 1950-1960), les salines d'Hordio ont produit par an jusqu'à 240.000 tonnes de sel, exporté jusqu'au Japon. Les installations ont été bombardées et détruites durant la seconde guerre mondiale.
Le tsunami de 2004 a causé d'importants dommages dans la région.